# Festival teatro canzone Giorgio Gaber

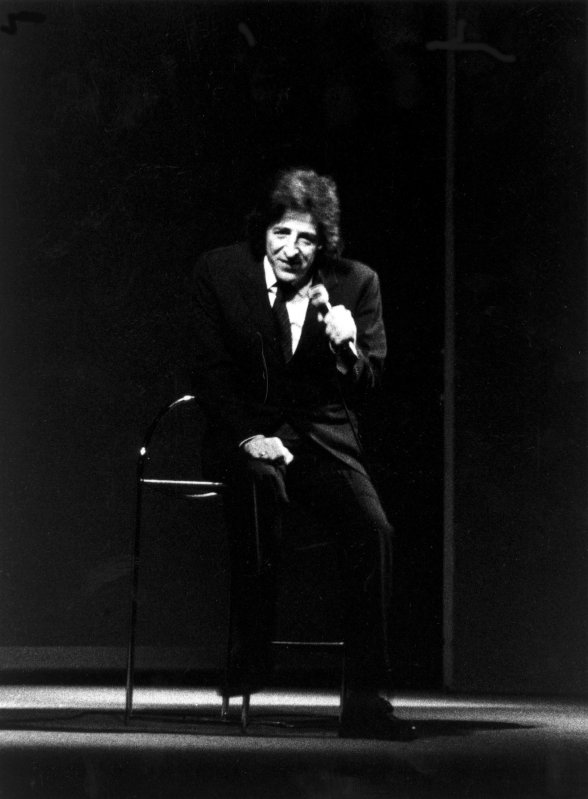
Giorgio Gaber durante una sua esibizione

Il Festival teatro canzone Giorgio Gaber è un festival che nasce nel 2004 in onore a Giorgio Gaber.
Il festival promuove il teatro canzone come genere autonomo e ricerca nuovi artisti per continuare il percorso avviato da Gaber. Il teatro canzone è la forma d'arte musicale e teatrale lanciata da Gaber assieme a Sandro Luporini ad inizio degli anni settanta, oggi Luporini è il presidente onorario della manifestazione.
Pepi Morgia ricopre il ruolo di consulente artistico, mentre un Comitato di Garanzia esprime la valutazione sui testi, il comitato è formato da Sandro Luporini, Francesco Alberoni, Massimo Bernardini, Luca Doninelli, Curzio Maltese, Sergio Escobar, Giampiero Solari, Ferruccio de Bortoli, Claudio Ferrante, Andrea Tagliasacchi e Franco Migliacci.
Durante il festival viene allestita anche la mostra Qualcuno era... Giorgio Gaber.
Nel 2012 è stato pubblicato il triplo cd in omaggio a Giorgio Gaber, Per Gaber... io ci sono.

## Edizioni

### I edizione
Si è svolta nel 2004 nella città di Viareggio dal 21 al 25 luglio. Le serate sono state presentate da Enzo Iacchetti.
Ospiti
- Biagio Antonacci
- Claudio Baglioni
- Luca Barbareschi
- Franco Battiato
- Claudio Bisio
- Gioele Dix
- Enzo Jannacci
- Luciano Ligabue
- Gianni Morandi
- Giorgio Panariello
- Ron
- Roberto Vecchioni

Artisti in gara
- Giulio Casale
- Anna Maria Castelli
- Raffaella De Vita
- Carlo Fava
- Davide Giandrini
- Giampiero Mancini
- Pierfrancesco Poggi
- Andrea Rivera
- Bobo Rondelli
- Simone Tuttobene

### II edizione
La seconda edizione si è svolta nel 2005 tra Viareggio e Milano tra il 21 e il 25 luglio. Le serate sono state presentate da Enzo Iacchetti.
Ospiti
- Renzo Arbore
- Articolo 31
- Luca Barbarossa
- Paola Cortellesi
- Giobbe Covatta
- Cesare Cremonini
- Nicky Nicolai e Stefano Di Battista
- Francesco Guccini
- Luciana Littizzetto
- Flavio Oreglio
- Massimo Ranieri
- Renato Zero

Artisti in gara
- Osvaldo Ardenghi
- Paolo Barillari
- Filippo Bessone
- Luca Bonaffini
- Egidia Bruno
- Stefano Covri
- Simone Cristicchi
- Roberto Messini
- Rocco Papaleo
- Claudio Sanfilippo

### III edizione
La terza edizione si è svolta nel 2007 a Viareggio il 15, 20 e 21 luglio. Le serate sono state presentate da Enzo Iacchetti
Ospiti
- Giulio Casale
- Giobbe Covatta
- Maurizio Crozza
- Mango
- Giorgio Panariello
- Laura Pausini
- Andrea Rivera
- Paolo Rossi
- Vincenzo Salemme
- Tosca

Artisti in gara
- Luca Checchi
- Momo
- Walter Leonardi
- Fabrizio Canciani

### IV edizione

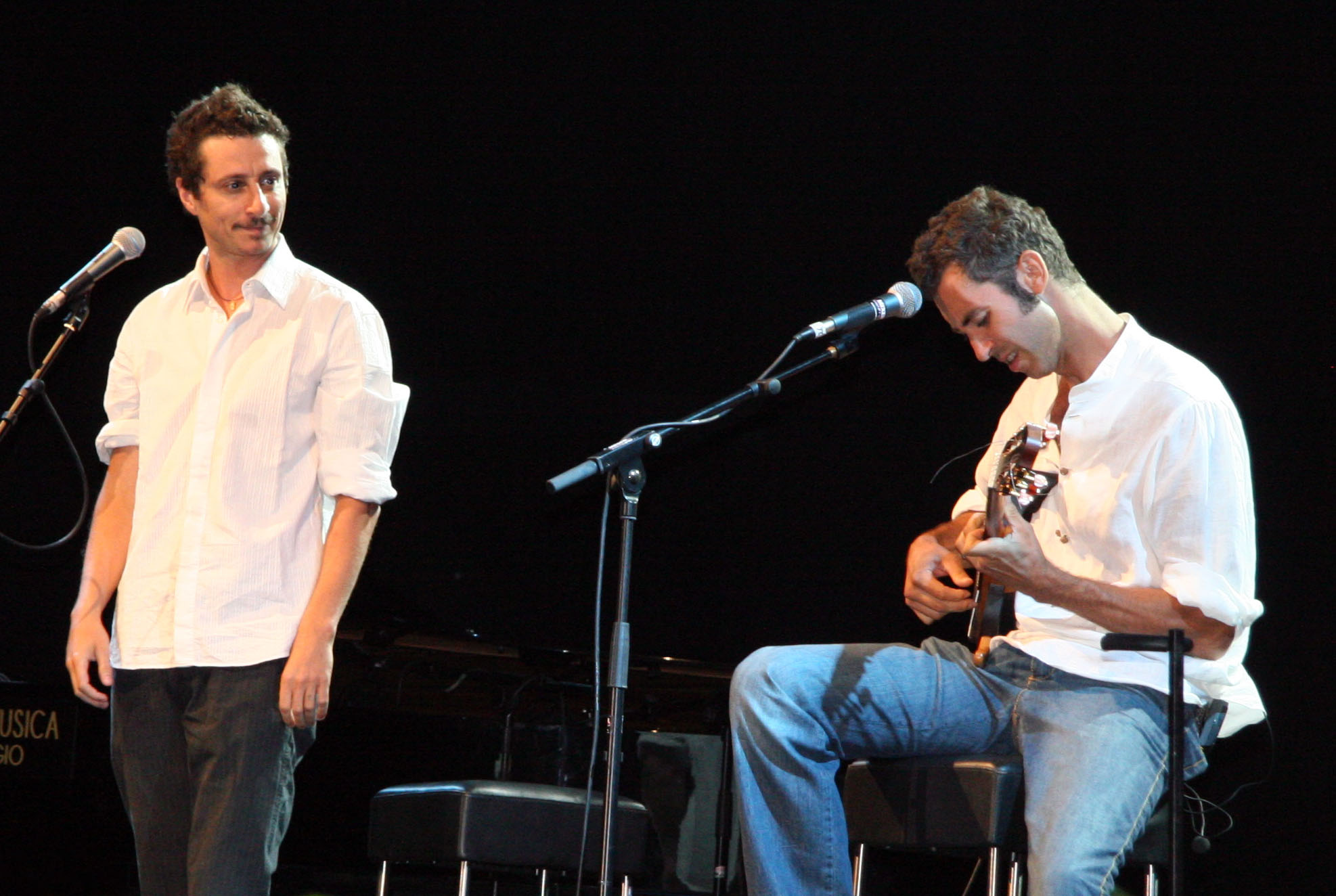
Luca e Paolo all'edizione 2008 del festival

La quarta edizione si è svolta nel 2008 a Viareggio il 25 e il 26 luglio. Le serate sono state presentate da Enzo Iacchetti.
Ospiti
- Baustelle
- Roberto Cacciapaglia
- Jovanotti
- Gianluca Grignani
- Luca e Paolo
- Mietta
- Giuliano Sangiorgi e Lele Spedicato dei Negramaro
- Massimo Ranieri
- Davide Van de Sfroos

Artisti in gara
- Antonio Del Gaudio
- Flavio Pirini
- Pierluigi Colantoni
- Paolo Pallante

### V edizione
La quinta edizione si è svolta nel 2009 a Viareggio il 24 e il 25 luglio. Le serate sono state presentate da Enzo Iacchetti.
Ospiti
- Lucio Dalla
- Ivano Fossati
- Gianna Nannini
- Luca Carboni
- Morgan
- Sergio Cammariere
- Marco Alemanno
- Mercedes Martini
- Enrico Bertolino
- Dario Vergassola
- Fausto Bertinotti
- Walter Veltroni
- Mario Monicelli

Artisti in gara
- Carlo Alberto Ferrara
- Alessandro Mannarino

### VI edizione
La sesta edizione si è svolta nel 2010 a Viareggio il 23 e il 24 luglio. Le serate sono state presentate da Enzo Iacchetti.
Ospiti
- Paola Turci
- Franco Battiato
- Paolo Rossi
- Marco Morandi
- Oblivion
- Marco Paolini
- Anna Oxa
- Roberto Cacciapaglia
- Morgan

Artisti in gara
- Susanna Parigi
- Piero Sidoti

### VII edizione
La settima edizione si è svolta nel 2011 a Viareggio il 23 e il 24 luglio. Le serate sono state presentate da Enzo Iacchetti.
Ospiti
- Giobbe Covatta
- Marco Mengoni
- Cristiano De André
- Emma Marrone
- Maurizio Lastrico
- PFM
- Enrico Ruggeri
- J-Ax
- Andrea Mirò
- Daniele Silvestri
- Ornella Vanoni
- David Anzalone

### VIII edizione
L'ottava edizione si è svolta nel 2012 a Viareggio il 21 e 22 luglio. Le serate sono state condotte da Rocco Papaleo.
Ospiti (esibizioni)
- Patti Smith (Io come persona/I as a person)
- Noemi (Lo shampoo e Il grido in omaggio a Gaber + Sono solo parole di repertorio della cantante)
- Syria (Il desiderio e Se io sapessi)
- Gigi D'Alessio (Ora non sono più innamorato e A pizza con Rocco Papaleo + C'era una volta un re e Lettera da Pietro)
- Samuele Bersani (Il conformista e L'illogica allegria)
- Mario Biondi con Rocco Papaleo (Il corrotto e Ti dirò)
- Pacifico (Proposito di amore e Chissà)
- Nada (Ciao ti dirò e Le mani)
- Max Pezzali (Pressione bassa, Il comportamento e La pistola)
- Leonardo Pieraccioni con Rocco Papaleo (Bambini G e Destra-Sinistra)
- Dente (Noi due stupidi e Pieni di sonno)

### IX edizione
La nona edizione si è svolta nel 2013 a Cittadella di Viareggio il 19 e 20 luglio. Le serate sono state condotte da Enzo Iacchetti.
Ospiti prima serata (esibizioni)
- Band di Giorgio Gaber - Il tempo quanto tempo
- Renzo Rubino - L'abitudine – Se io sapessi
- Mercedes Martini - L'Equazione
- Nino Formicola - Donne credetemi
- Pico Rama - La chiesa si rinnova
- Enzo Iacchetti - Le elezioni
- Annalisa - Chissà dove te ne vai – La parola io – Non arrossire
- Oblivion - Illogica allegria – Il Suicidio – Luciano – La nave
- Rocco Papaleo - Mai, mai, mai, Valentina
- I Ragazzi di Nic - Il Grido
- Mercedes Martini - Secondo me gli italiani
- Enrico Ruggeri - Un'idea – Lo shampoo – Destra Sinistra
- Rossana Casale - Quando sarò capace di amare
- Nino Formicola - Snoopy e il barone rosso
- Andrea Mirò - Suona chitarra – Il luogo del pensiero – Il Conformista
- Simone Cristicchi - Io non mi sento italiano – Il guarito
- Enzo Iacchetti - Se ci fosse un uomo – Barbera e Champagne

Ospiti seconda serata (esibizioni)
- Band di Giorgio Gaber - Obeso
- Rocco Papaleo - Barbera e champagne - Mi fa male il mondo (più monologo)
- Paolo Simoni - I borghesi – Far finta di essere sani
- Alloisio - La libertà – La strana famiglia
- Rossana Casale - Il desiderio – Il corpo stupido
- Lucia Vasini - Così mi sono perso – Madonnina dei dolori
- Paolo Rossi - Qualcuno era comunista – Quello che perde i pezzi – Ho visto un re
- Niccolò Fabi - Così felice – Benvenuto il luogo dove
- Geppi Cucciari - Secondo me la donna – Lo shampoo
- Arisa - Si può – Non insegnate ai bambini
- Claudio Baglioni - Quando sarò capace di amare – Le strade di notte

## Edizioni speciali

### 2006
La prima edizione speciale si è svolta a Viareggio il 28 e 29 luglio 2006 con la conduzione di Enzo Iacchetti. Si tratta di un'edizione speciale dedicata alla fondazione
Ospiti.
- Gian Piero Alloisio
- Rossana Casale
- Antonio Cornacchione
- Pino Daniele
- Neri Marcorè
- Andrea Mirò
- Enrico Ruggeri